# リヴォルト
『リヴォルト』（原題：Revolt）は、2017年制作のイギリス・南アフリカ共和国のSFアクション映画。

## あらすじ
ある1人の男が目を覚ますと、留置所らしき檻の中にいた。さらに彼は自分が何者なのかさえ思い出せない。
その時、隣の房にいた女が「我々は侵略された」と男に告げる。すると突然、武装した男たちが乱入、女に乱暴しようとするが、その時、男は圧倒的な力で彼らを鎮圧してしまった。男はどうやら軍人だったようだ。
男は医師だというその女と共に脱出するが、外で彼らが見たものは、見たこともない巨大なロボットが逃げ惑う人々を襲う光景だった。

## キャスト
- BO（ボー）：リー・ペイス（吹替：松田健一郎）
- ナディア：ベレニス・マーロウ（吹替：園崎未恵）
- スタンダー：ジェイソン・フレミング
- エイミー・ルイーズ・ウィルソン
- ケネス・フォク